# تسامح مع الأخطاء

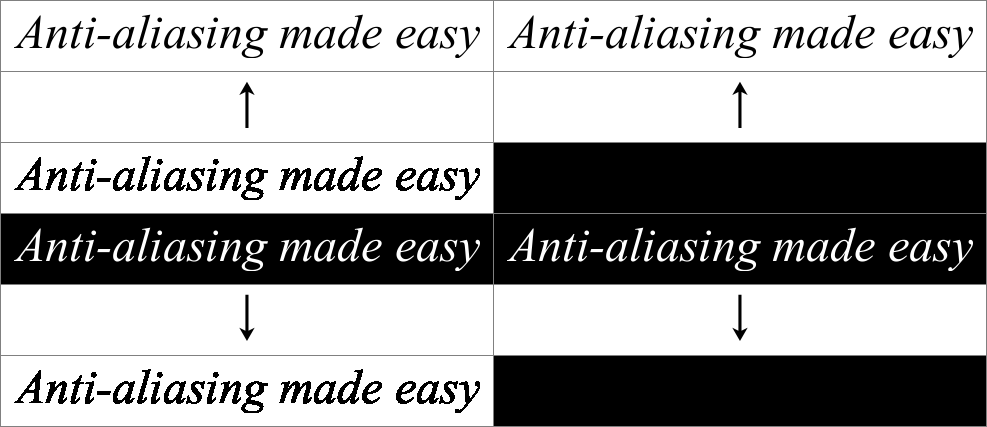

يستخدم مصطلح تحمل الخطأ أو التسامح مع الأخطاء في علم الحاسوب للتعبير عن الخاصية التي تمكن نظاما ما من الاستمرار في العمل بشكل جيد في حال حدوث خطأ أو أكثر في أحد مكوناته. إذا تراجعت جودة عمل النظام، فإن هذا التراجع يكون نسبيا إلى خطورة الخطأ، إذا ما قورن بتلك الأنظمة التي تتوقف عن العمل تماما عند حدوث أول خطأ حتى لو كان صغيرا. بشكل رئيسي، يتم السعي وراء «تحمل الأخطاء» في حالة الأنظمة التي تتطلب تواجدية عالية أو الأنظمة الحساسة للحياة.